# Schüttbach
Schüttbach je naselje v Občini Baldramsdorf v Okraju Špital ob Dravi  na Koroškem v Avstriji.